# Kasepää küla
Kasepää küla est un village de la Commune de Kasepää du Comté de Jõgeva en Estonie.
Au 31 décembre 2011, il compte 34 habitants.